# Ніколає Белческу
Нікола́є Белче́ску (рум. Nicolae Bălcescu; 29 червня 1819 — 19 листопада 1852) — румунський революціонер, історик і публіцист, один з керівників революції 1848 року у Валахії і Трансільванії.

## Життєпис
1840 року брав участь у русі за об'єднання і незалежність Валахії і Молдови.
Під час революції 1848 року був членом Тимчасового уряду Валахії, відстоював загальне виборче право і розподіл землі серед селян.
Белческу був членом літературно-політичного товариства «Сочієтатя літераре», виступав за поширення освіти, редагував газети «Інвацатор дін сат» («Сільський учитель»).
Белческу видав багато історичних документів, в т. ч. валаські літописи, написав ряд біографій видатних румунських діячів, а також капітальну працю «Історія румунів за часів князя Міхая Хороброго». Белческу обстоював ідею об'єднання румунських земель і створення демократичної республіки.
У своїх працях Белческу висловив ряд цінних думок про закономірність прогресивного розвитку людського суспільства, пов'язуючи його з соціальною боротьбою, з визнанням ролі народних мас в історії.
Помер від туберкульозу 9 листопада 1852 року.